# Video Festival Imperia
Il Video Festival Imperia (Festival Internazionale d'Arte Cinematografica Digitale e Premio TV) è stato un concorso cinematografico internazionale per professionisti e amatori e televisivo. L'ultima edizione si è tenuta nel 2019.
Si è tenuto ogni anno in primavera nella città di Imperia. Veniva organizzato dalle Officine Digitali in collaborazione con il Comune di Imperia, la Camera di Commercio e la Confcommercio. Video Festival Imperia godeva dei patrocini dalla Presidenza del Consiglio dei ministri, Ministero per i Beni e Attività Culturali, Ministero per lo Sviluppo Economico, Comune e Provincia di Imperia e Regione Liguria. Dal 2015 al 2019 ha ottenuto la Medaglia di Rappresentanza del Presidente della Repubblica. Inoltre il festival per tre edizioni consecutive ha ottenuto, unico in Italia, l'egida Unesco per la "Tutela e la Salvaguardia delle Diversità Culturali".
L'edizione 2020 è stata annullata a causa dell'emergenza Covid-19.

## Caratteristiche
Il concorso prevedeva l'assegnazione dei premi Silver Frame per le seguenti categorie competitive:
1. professionisti (i quali partecipano nelle sezioni film, documentario, animazione)
2. amatori
3. internazionale (film, documentari, animazione con sottotitoli italiano, inglese o francese)

Gli amatori partecipano nella categoria a loro riservata suddivisa nelle seguenti sezioni:
1. lungometraggio (film, fiction)
2. cortometraggio (film, fiction),
3. documentario (documentari),
4. animazione & grafica (videoanimazioni e video in computer grafica)
5. scuole (senza distinzione di specialità)
6. videoclip

Inoltre per i documentari è riservata la Categoria Explorer con le seguenti sezioni:
1. documentario turistico (documentari di viaggio)
2. documentario naturalistico (reportage di carattere naturalistico)

## Premio Televisione di Qualità
Il Festival assegnava inoltre il premio "Televisione di Qualità". Il premio fu istituito nel 2010 con le più importanti emittenti televisive nazionali rappresentate da un loro programma di successo.
- 2010: Falò (Tv Svizzera Italiana)
- 2011: Overland (Rai 1)
- 2012: Striscia La Notizia (Canale 5)
- 2013: Pechino Express (Rai 2)
- 2014: Le Iene (Italia 1)
- 2015: Ulisse Il Piacere della Scoperta (Rai 3), Report (Rai 3), Life - Uomo e Natura (Rete 4)
- 2016: Voyager (Rai 2), I dieci comandamenti (Rai 3), premio al Videogiornalismo d'inchiesta a Luigi Pelazza del programma Le Iene (Italia 1), premio alla carriera ad Antonio Ricci (Mediaset)
- 2017: Alle falde del Kilimangiaro (Rai 3), Chi l'ha Visto (Rai 3)
- 2018 Presa Diretta (Rai 3), Radici (Rai 3), Wild Italy (Rai 5), Terra (Rete 4)
- 2019 Viaggio senza ritorno (Rai 1), Sereno Variabile (Rai 2), Pechino Express (Rai 2), Niagara (Rai 2), La vita è una figata (Rai 1), Danza con me (Rai 1)

## Premi cinema

### 2017

#### Professionisti
- Miglior Film: La Sindrome di Antonio di Claudio Rossi Massimi
- Miglior Opera d'Animazione: (In)Felix di Maria Di Razza
- Miglior Documentario: Stanotte a San Pietro (Rai)
- Miglior Regia: Stella amore di Cristina Puccinelli
- Miglior Attrice: Violante Placido in Stella di Massimiliano D’Epiro
- Miglior Attore: Remo Girone in La Sindrome di Antonio di Claudio Rossi Massimi
- Miglior Soggetto: Stella di Massimiliano D’Epiro
- Miglior Sceneggiatura: Icio de Romedis per Oggi offro io di Alessandro Tresa con Enzo Iacchetti
- Miglior Colonna Sonora: Matteo Consoli per Pinnocchio di Riccardo Di Gerlando
- Miglior Fotografia: La Viaggiatrice di Davide Vigore (da sezione Cortometraggio Amatori)
- Miglior Montaggio: Vajont una tragedia italiana di Nicola Pittarello (da sezione Documentario)

#### Internazionale
- Miglior Film: Super Juan el Origen di Rubén Dené
- Miglior Opera d'Animazione: Cinema Dehors di Tatiana Poliektova
- Miglior Documentario: El baile de los infantes di Jokin Pascual

#### Explorer
- Miglior Explorer Naturalistico: Il mondo incredibile di Teodoro Francesco Liberto
- Miglior Explorer Turistico: Peruviando da zero a cinquemila di Davide Simone

#### Amatori
- Miglior Film: La grande fabbrica della guerra di Alessandro Rota
- Miglior Documentario: Turriaki di Salvatore Tuccio
- Miglior Cortometraggio: Finché c’è vita c’è speranza di Valerio Attanasio
- Miglior Videoclip: La leggenda di Colapisci di Maurizio Calandra
- Miglior Opera delle Scuole: Al di là del mare di Fabio Schifilliti
- Miglior Festival dei Festival: A Long time ago in Silesia di Tomase Procowicz

### 2016

#### Professionisti
- Miglior Film: Roma Citizen - Cittadino di Roma di Luca Elmi
- Miglior Documentario: Tirreno Power. L’inchiesta giudiziaria e gli impatti del carbone di Daniele Ceccarini
- Migliore Opera d’Animazione: Little Barber Shop of Horrors di Fry J. Apocaloso
- Miglior Regia: Gemma di Maggio di Giuliano Giacomelli
- Miglior Attore: Franco Nero per Gemma di Maggio di Giuliano Giacomelli
- Miglior Sceneggiatura: L’adozione di Franco Di Domenico
- Miglior Soggetto: Il successore di Mattia Epifani
- Miglior Fotografia: SK - Sonderkommando di Nicola Ragone

#### Internazionale
- Miglior Film: Mary and Louise di Abigail Zealey Bess [USA]
- Miglior Documentario: Dances with dolphins di Stephane Granzotto e Francçois Sarano [Francia]
- Miglior Opera d'Animazione: Mister Light di Silvester Zwaneveld [Paesi Bassi]

#### Explorer
- Miglior Explorer Naturalistico: Un posto dove vivere di Giovanni Martinelli
- Miglior Explorer Turistico: Etiopia, gente in cammino di Aldo Gaido

#### Amatori
- Miglior Film: Il mio giorno di Stefano Usardi
- Miglior Cortometraggio: Luce di Marco Napoli
- Miglior Documentario: Sputare fuoco di Niccolò Gonnella, Victor Musetti
- Miglior Animazione & Grafica: Lungomare di Daniele Ratti e Davide Ratti
- Miglior Opera delle Scuole: A Creppo….Paese amato della Scuola P.F. Ferraironi Triora (IM)
- Miglior Videoclip: Sailor Acoustic Song di Sebastiano Calandra
- Premio Giuria Popolare: A Creppo….Paese amato della Scuola P.F. Ferraironi Triora (IM)
- Premio Concorso Grafico: Art&Grafica di Roma
- Menzione Speciale della Giuria: Bellissima di Alessandro Capitani
- Menzione Speciale della Giuria: Il Mistero delle Vie Cave di Franco Miniatelli
- Menzione Speciale della Giuria: La macchiina del tempo di Ermete Labbadia e Paolo Budassi
- Menzione Speciale della Giuria: Helena di Nicola Sorcinelli